# Lehre
Lehre er en kommune i den sydøstlige del af Landkreis Helmstedt, i den østlige del af den tyske delstat Niedersachsen. Den har en befolkning på godt 11.500 mennesker, og er beliggende omkring 13 km sydvest for Wolfsburg, og 12 km nordøst for Braunschweig.

## Geografi
Lehre grænser til følgende byer og kommuner (med uret fra nord):
Calberlah, Wolfsburg, Königslutter am Elm, Cremlingen, Braunschweig og Meine.

### Inddeling
- Beienrode
- Essehof
- Essenrode
- Flechtorf
- Groß Brunsrode
- Klein Brunsrode
- Lehre
- Wendhausen

## Kendte personer
- Karl August von Hardenberg (1750–1822) - Preussisk statskansler.
- August Hermann (1835–1906) - Sportslærer der oprettede sportsskoler i Tyskland